# Nakadomari
Nakadomari (中泊町, Nakadomari-machi) est un bourg situé dans le district de Kitatsugaru (préfecture d'Aomori), au Japon.

## Géographie

### Situation

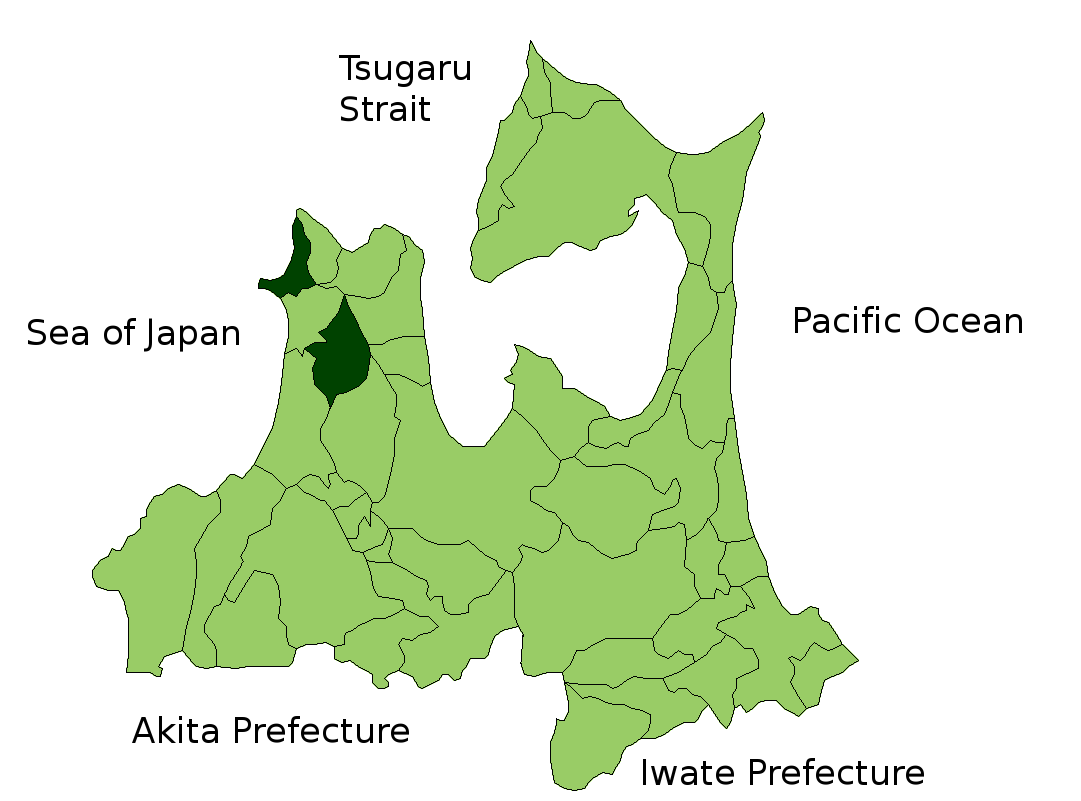
Carte de la préfecture d'Aomori avec le bourg de Nakadomari mis en évidence.

Le bourg de Nakadomari est situé dans la préfecture d'Aomori, sur l'île de Honshū, au Japon. Il est divisé en deux parties : une dans la partie nord-ouest de la péninsule de Tsugaru et l'autre dans sa partie centrale. La partie nord-ouest fait face à la mer du Japon et a pour municipalités voisines le bourg de Sotogahama à l'est et la ville de Goshogawara au sud. L'autre partie, située dans les terres, a pour municipalités voisines la ville de Goshogawara à l'ouest et au sud-est, le bourg de Sotogahama au nord-est, le village de Yomogita à l'est et la ville de Tsugaru au sud-ouest.

### Démographie
Nakadomari comptait 12 335 habitants lors du recensement du 30 avril 2014.

## Histoire
Le bourg a été créé le 28 mars 2005 de la fusion des anciens villages de Nakasato et Komadari.

## Transports
Nakadomari est desservi par la ligne Tsugaru Railway.